# Pont à béquilles
Pour un article plus général, voir pont.

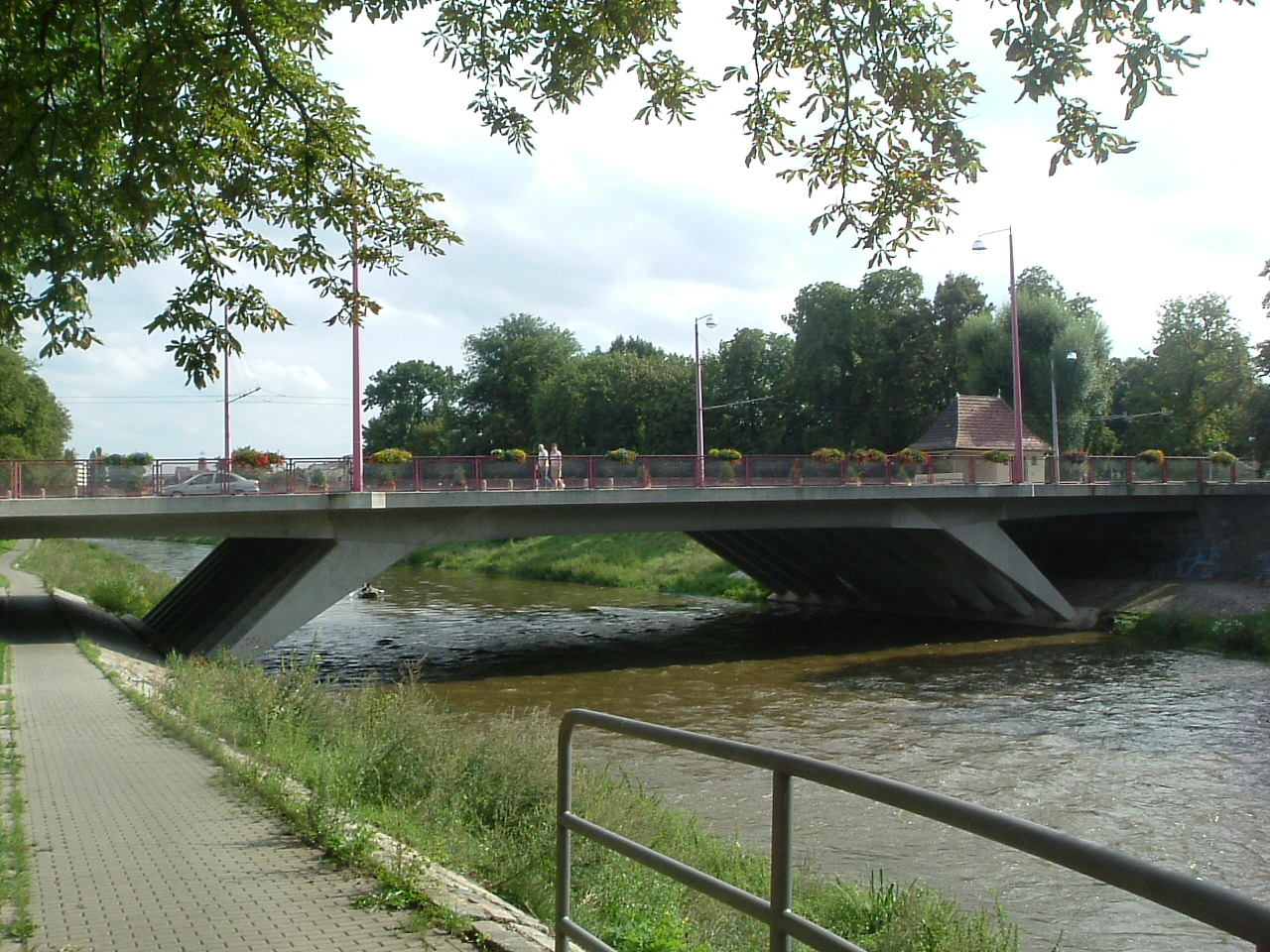
Le pont Heinrich à Gera, en Thuringe.

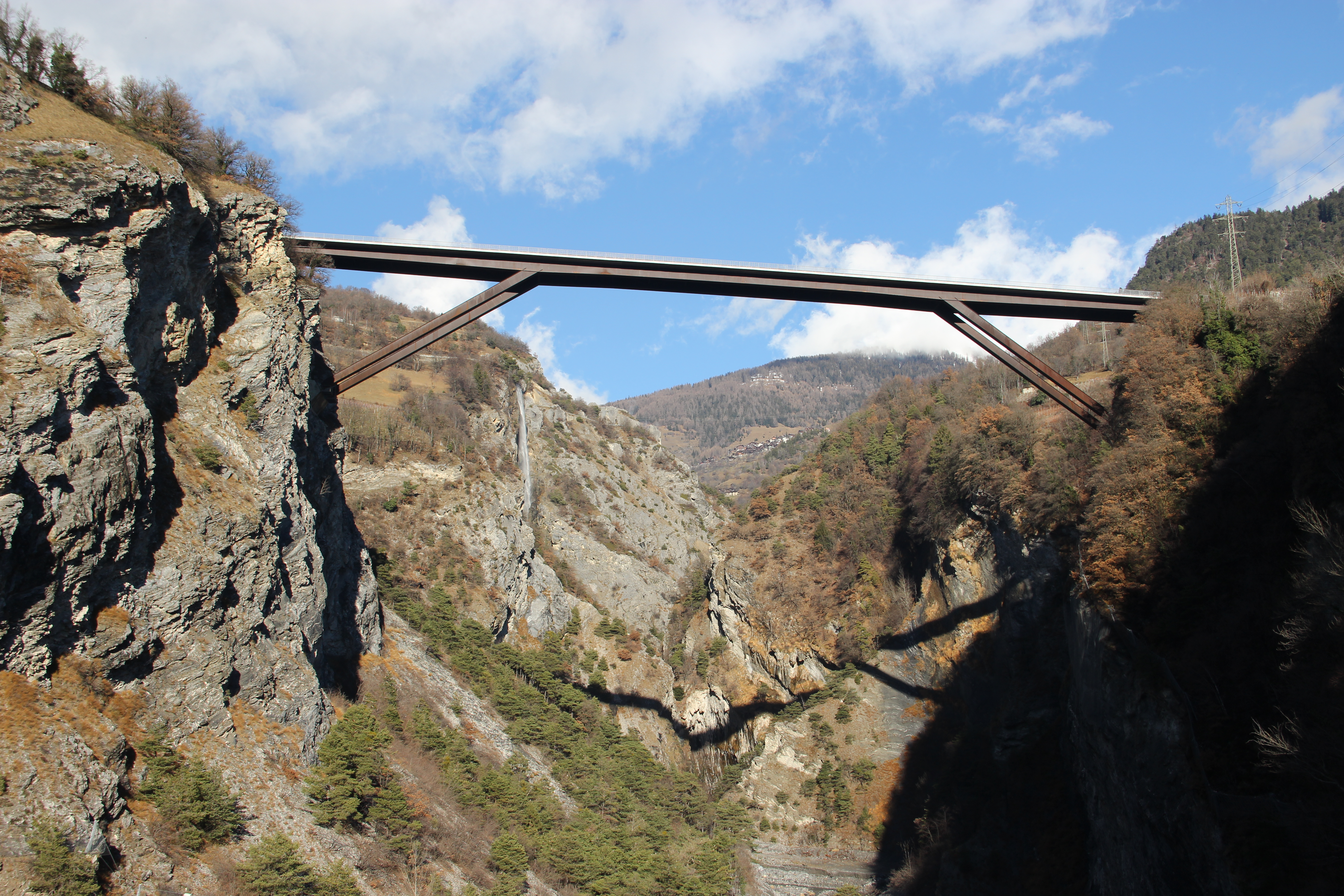
Pont des Gorges de la Dala dans le Valais en Suisse, inauguré en 1989.

Le pont à béquilles est un type de ponts dont le tablier est supporté par des béquilles.

## Caractéristiques
Pour certains ponts la longueur est trop importante pour être soutenue par une poutre. Deux pièces obliques sont alors ajoutées qui reprennent une partie des efforts pour les retransmettre sur les berges : ce sont les « béquilles ». Elles peuvent être en matériaux divers (bois, pierre, métal, béton) travaillant en compression.
Les ponts à béquilles peuvent être assimilés à des ponts en arc. Les béquilles peuvent reprendre les efforts au tiers de la longueur de l'édifice, permettant de supporter trois poutres identiques, ou bien plus près des appuis si la longueur de la poutre centrale n'est pas excessive.
Par rapport à un pont à piles, cette méthode permet d'avoir un passage sous le pont plus large.
Certains ponts ne présentent qu'une béquille, souvent pour des questions d'esthétique.
Sollicitations : les appuis doivent être solides sous peine d'affaiblissement ou de destruction de l'ouvrage. Le moindre écartement des appuis entraîne un affaissement important. Dans le cas d'une structure surdimensionnée et continue (sans joint de dilatation médian), l'arc se comporte comme une poutre reposant sur deux piliers et ne transmet que des efforts de compression verticaux (cas de grande section, moment quadratique  ou inertie important), comme un arc tendu par une corde.
Les viaducs de Sfalassà et de Platano, situés en Italie, sont les plus hauts ponts à béquilles du monde,.